# Злиття і поглинання
Злиття і поглинання (англ. mergers and acquisitions або англ. takeovers) — термін, який використовується в Україні для позначення правочинів, в результаті яких:
- існуючий власник контрольного пакету акцій публічного або приватного акціонерного товариства відчужує на погоджених умовах належний йому контрольний пакет іншій особі (приватному покупцю) або

- відбувається скупівля особою (ініціатором поглинання) у міноритарних акціонерів публічного або приватного акціонерного товариства належних ним акцій з метою концентрації ініціатором поглинання контролю над товариством, або

- відбувається об'єднання активів декількох компаній з метою створення нової компанії.

До правочинів з акціями застосовуються спеціальні регуляторні вимоги, визначені Законом «Про акціонерні товариства», зокрема:
1) вимога до приватного покупця або ініціатора поглинання про публічне оголошення про їх намір придбати акції акціонерного товариства з метою концентрації контролю над товариством,
2) вимога про обов'язковий викуп приватним покупцем акцій міноритарних акціонерів товариства якщо в результаті приватної угоди відбувається перехід права власності на контрольний пакет акцій товариства від існуючого мажоритарного акціонера до приватного покупця, і
3) вимога про обов'язковий викуп ініціатором поглинання акцій міноритарних акціонерів у разі концентрації ним — під час скупівлі акцій у дрібних акціонерів — контрольного пакету акцій товариства.

## Види злиття
Залежно від характеру злиття (інтеграції) виділяють наступні види злиття компаній:
- Горизонтальне злиття — це об'єднання двох фірм, які виробляють однаковий тип товару чи надають однакові послуги. Переваги: збільшення конкурентоспроможності;
- Вертикальне злиття — це злиття в єдину фірму двох або декілька фірм, що здійснюють різні стадії виробництва продукту, це може бути злиття підприємства з його постачальником сировини чи споживачем продукції;
- Родові (паралельні) злиття компаній — об'єднання компаній, що випускають взаємопов'язані товари. Наприклад, об'єднання фірми, що виробляє комп'ютери, з фірмою, що виробляє комплектуючі для комп'ютерів. Переваги: концентрація технологічного процесу виробництва в межах однієї компанії, можливість оптимізації витрат виробництва, збільшення рентабельності нової компанії (в порівнянні сумою рентабельності компаній, які брали участь у злитті);
- Конгломератні (кругові) злиття компаній — об'єднання компаній, не пов'язаних між собою певними виробничими або збутовими відносинами. Злиття такого типу — злиття фірми однієї галузі з фірмою іншої галузі, яка не є ні постачальником, ні споживачем, ні конкурентом. Вигода від такого злиття не очевидна і залежить від конкретної ситуації;
- Реорганізація компаній — об'єднання компаній, задіяних в різних сферах бізнесу. Вигода від такого злиття також залежить від конкретної ситуації.

## Регуляторний зміст

### Історична довідка
Англія була першою країною, в якій наприкінці 50-х років XX століття були ухвалені регуляторні вимоги до правочинів, в результаті яких покупець придбавав або намагався придбати контроль над компаніями (takeover bids). Необхідність у правилах виникла у відповідь на вражаючу різницю в цінах, які покупці пропонували розпорошеним акціонерам компанії-цілі. Для переконання дрібних акціонерів використовувались різноманітні технології — щоденні дзвінки, поштові розсилки тощо. У підсумку акціонери, які погоджувались продати свої акції першими, отримували найменше. Акціонери, які продавали «золотий» пакет акцій, який забезпечував покупцю контроль, отримували найбільше, а акціонери, які вчасно не прийняли пропозицію, не отримували взагалі нічого. Ці події викликали занепокоєння Сіті, яке у 1959 р. видало Notes on Amalgamation of British Businesses, також відомі як Правила Квінсбері. У 1968 р. на зміну цим Правилам прийшов Кодекс Сіті щодо Поглинань і Злиттів (City Code on Takeovers and Mergers), який діє і понині. Кодекс вчинив неабиякий вплив на зміст Директиви ЄС № 2004/25 (щодо придбання значного пакету акцій) «Про пропозиції про поглинання» [Архівовано 23 серпня 2011 у Wayback Machine.] від 21 квітня 2004 р. (Переклад[недоступне посилання з липня 2019] українською мовою), а також на російський закон «Про акціонерні товариства».

### Європейські принципи злиттів і поглинань
Сучасне регулювання правочинів з придбання контролю над компаніями побудовано на наступних принципах:
1) ініціатор поглинання публічної компанії здійснює скупівлю її акцій публічно, і при цьому він зобов'язаний пропонувати однакові умови викупу акцій усім власникам акцій (публічна пропозиція, або оферта);
2) якщо ініціатор поглинання в ході публічної скупівлі акцій отримує право контролю над компанією, інші акціонери компанії повинні бути захищені;
3) акціонерам компанії має надаватися достатньо часу та інформації для прийняття ними зваженого рішення щодо оферти; у разі якщо рада директорів компанії надає пораду акціонерам, рада повинна надати свій висновок щодо впливу, який прийняття оферти матиме на зайнятість, умови праці та розташування виробничих потужностей компанії;
4) рада директорів компанії не повинна чинити перешкод ініціатору поглинання протягом всього часу дії оферти, вона не може відмовити акціонерам у можливості приймати рішення стосовно сутності оферти;
5) забороняються дії, направлені на створення фальшивого ринку акцій, що випускаються компанією, ініціатором поглинання або будь-якою іншою компанією, що має відношення до оферти, в результаті яких процес підвищення або зниження цін на акцій стає штучним, а при цьому порушується нормальне функціонування ринків;
6) надається лише за умови, що ініціатор поглинання забезпечив свою спроможність здійснити оплату по оферті усім, кому вона адресована, або вжив усіх «розумних заходів» для забезпечення надання іншого, крім грошового, виду компенсації, передбаченого офертою;
7) спричинене наданням оферти відволікання Компанії від її звичайних справ не може тривати довше часу, ніж розумно необхідно.
Належна реалізація цих принципів сприяє створенню в країні ринку корпоративного контролю [Архівовано 25 серпня 2010 у Wayback Machine.]. За висловлюванням автора відомого англійського підручника П.Дейвіса «[р]инок корпоративного контролю — це, мабуть, впливовіший механізм захисту інтересів акціонерів, ніж будь-які інші механізми корпоративного управління, включаючи інститут відповідальності директорів»

### Область застосування
За своїм економічним і історичним змістом особливі правила поглинань повинні застосовуватись лише у тому разі, якщо:
1) у компанії є значна кількість акціонерів і
2) не існує жодних обмежень щодо права акціонерів продати належні їм акції компанії, які, як правило, допущені до торгів на фондових біржах.
Так, відповідно до Директиви ЄС «Про пропозиції про поглинання», її вимоги застосовуються лише до тих товариств, чиї акції допущені до торгів на європейських фондових біржах. Кодекс Сіті поширюється на більше коло товариств — під його дію підпадають усі публічні товариства (перш за все ті, які допущені до торгів на біржі і на альтернативному майданчику біржі), а також ті приватні компанії, акції яких протягом останніх десяти років торгувались на біржах або пропонувались до продажу необмеженій кількості осіб. Приватні компанії включені для того, щоб не допустити ухилення від норм Кодексу шляхом делістингу компаній з котирувальних листів бірж.

### Винятки
Правила поглинань не застосовуються до приватних компаній, в першу чергу компаній із невеликою кількістю акціонерів, а також великих компаній, чиї акції не знаходяться у вільному обігу. Також правила поглинань не застосовуються до переходу права власності на контрольний пакет акцій під час:
- внутрішньогрупових транзакцій (наприклад, якщо контролер вирішує передати належний йому контрольний пакет акцій іншій підконтрольній йому компанії),
- розділу майна подружжя або в порядку наслідування,
- придбання акцій в результаті здійснення акціонером переважного права на придбання акцій додаткової емісії.

## Застосування в Україні

### Публічне оголошення
Ініціатор поглинання або приватний покупець зобов'язані здійснювати публічне оголошення про свій намір придбати акції акціонерного товариства (приватного або публічного), якщо їх метою є одноразова купівля або поступова концентрація (наприклад, шляхом укладання серії угод із дрібними акціонерами) 10 і більше відсотків акцій товариства — так званого значного пакету. Публічному розкриттю підлягає інформація про кількість акцій, що плануються купити, а також інформація про те, чи є майбутній покупець акціонером товариства на момент здійснення оголошення. Якщо він є акціонером, то він повинен розкрити інформацію про кількість належних йому акцій. Інформація про ціну, за якою планується купити акції, не розголошується.
|  | Публічне оголошення по намір купити акції з метою концентрації контролю (або без такої мети, якщо пакет акцій, що купується, є значним) немає нічого спільного з поширеним у Європі поняттям публічної оферти (takeover bid). |

Публічне оголошення про намір купити акції має лише один юридично значимий наслідок: протягом 30 днів з моменту публікації менеджмент компанії не має права перешкоджати завершенню правочину купівлі-продажу. Особа, яка здійснила публічне оголошення, може відмовитись, не повідомляючи про це, від свого наміру купити акції, а також може купити меншу кількість акцій, ніж розголошено. Отже, ухилення від здійснення публікації також має лише один юридично значимий наслідок: ініціатор поглинання або приватний покупець не можуть вимагати від менеджменту акціонерного товариства не чинити перешкод для купівлі акцій.
Закон не визначає коло заборонених перешкод, а також не дає навіть приблизного їх переліку. У світовій практиці під перешкодами розуміються корпоративні рішення, які за відсутності публічної оферти вважалися би цілком законними. До таких рішень, наприклад, відносяться не погоджене з акціонерами рішення правління або наглядової ради про:
- додаткову емісію акцій,
- відчуження значних активів компанії,
- виплату дивідендів,
- укладання компанією нестандартних для звичайної господарської діяльності компанії контрактів.

Тобто якщо у звичайній ситуації для прийняття вищенаведених рішень згода акціонерів була би не потрібна, після оголошення публічної оферти отримання згоди стає обов'язковим і вчинення цих дій без згоди акціонерів вважається перешкодою у здійсненні оферти. В Україні перші три випадки (емісія акцій, відчуження активів і виплата дивідендів) у будь-якому разі вимагають дозволу акціонерів. Четвертий випадок становить різновид оціночних понять, використання яких для цілей нормативного регулювання в Україні позбавлено сенсу через відсутність судів, здатних адекватно застосувати їх при вирішенні спорів. Отже, у чому полягає мета публічного оголошення? Існує думка, що воно є «одним із способів захисту акціонерного товариства від рейдерських нападів», тобто насправді розраховано не на захист інтересів ініціатора поглинання (як в Росії або у країнах ЄС), а на захист інтересів менеджменту від недружнього або навіть незаконного поглинання. Втім, викликає сумнів, що позбавлена очевидної санкції за невиконання норма здатна спричинити стримуючий ефект на рейдера. Натомість невизначеність із наслідками вчинення правочину без попереднього публічного повідомлення може внести свій негативний внесок у стагнацію ринку M&A в Україні.

### Обов'язковий викуп
Ініціатор поглинання або приватний покупець зобов'язані викупити у міноритарних акціонерів належні ним акції товариства, якщо:
- ініціатор поглинання концентрував у своїй власності контрольний пакет акцій в результаті укладання серії угод із іншими міноритарними акціонерами, або

- якщо приватний покупець купив у мажоритарного акціонера контрольний пакет акцій товариства на погоджених із мажоритарним акціонером умовах.

Викуп здійснюється на основі публічної оферти, яку покупець направляє товариству і яку товариство зобов'язане передати особисто кожному акціонеру.
В Україні вимога про обов'язковий викуп має найширшу в Європі область застосування. По-перше, вона поширюється на будь-яке акціонерне товариство (публічне або приватне), незалежно від кількості акціонерів у такому товаристві і від наявності обмежень на обіг акцій. По-друге, вона майже не знає винятків. Єдиним дозволеним винятком є перехід права власності на контрольний пакет акцій від держави до приватної особі під час приватизації. Цей широкий підхід повністю ігнорує економічну природу правил про поглинання і є невідомим навіть у Росії.
|  | Наприклад, підпадає під дію українських правил поглинання приватне акціонерне товариство, в якому лише 2 акціонери, кожен з яких володіє 50 відсотками акцій товариства, навіть якщо вони домовились про обмеження вільного обігу випущених товариством акцій. Відтак якщо один з цих двох акціонерів вирішить продати належний йому пакет акцій, інший акціонер має вибір із двох варіантів дій: або реалізувати своє переважне право на купівлю акцій, що відчужуються іншим акціонером, або реалізувати своє право примусового викупу акцій за ринковою ціною. Ця друга альтернатива, запроваджена у 2009 р. новими правилами поглинання, здатна зруйнувати домовленість покупця і першого акціонера, оскільки у покупця може не вистачити коштів на придбання обох пакетів акцій. |

## Перевірка порядку об'єднання підприємств
Перевірка порядку об'єднання підприємств проводиться згідно з дією П(С)БО 19 «Об'єднання підприємств», затвердженого Наказом Міністерства Фінансів України від 7 липня 1999 року № 163. Під час перевірки порядку придбання підприємства, злиття або об'єднання підприємств установлюють загальний характер їх діяльності:
- напрям діяльності придбаного підприємства; рентабельність підприємства;
- прогнозовані результати діяльності об'єкта;
- корисність використання об'єкта;
- можливість перевищення суми придбання над справедливою вартістю об'єкта.

Потім потрібно розглянути законність і можливу ефективність господарських операцій за кожною угодою окремо:
- при придбанні підприємств;
- при злитті підприємств;
- при об'єднанні підприємств.

Придбання — це об'єднання підприємств, у результаті якого покупець отримує контроль над чистими активами та діяльністю інших підприємств в обмін на передачу активів, взяття на себе зобов'язань
або випуск акцій.
За цих умов завдання перевірки порядку придбання і ефективності роботи загального підприємства такі:
- порядок придбання об'єкта покупцем;
- порядок ліквідації об'єктів, що придбані покупцем;
- порядок відображення в обліку гудвілу або негативного гудвілу;
- чи відображають придбані акції (частку в капіталі) у складі фінансових інвестицій;
- чи відображаються в обліку придбані об'єкти у сумі сплачених грошових коштів або їх еквівалентів;
- чи оцінені інші активи та прийняті зобов'язання за справедливою вартістю на дату придбання;
- чи оцінені за їх справедливою вартістю придбані покупцем ідентифіковані активи та зобов'язання;
- чи оцінені за їх справедливою вартістю придбані ідентифіковані активи і зобов'язання, якщо вони придбані поетапно;
- чи зменшується щомісячно рівномірним нарахуванням амортизація протягом терміну його корисного використання, але не більше 20-ти років, первісна (балансова) вартість гудвілу;

Під час перевірки дуже важливо звернути увагу на те, що на термін корисного використання гудвілу впливає:
1. прогнозований строк діяльності підприємства;
2. нормативно-правові акти або контракти, що впливають на строк корисного використання;
3. зміни попиту на продукцію (роботи, послуги) підприємства тощо.

Потрібно також знати, що гудвіл наприкінець року може не відповідати ознакам активу, тоді він списується за залишковою вартістю на витрати. А якщо діяльність придбаного підприємства може в майбутньому бути збитковою, то вартість негативного гудвілу стає доходом. При цьому дохід розподіляється рівномірно протягом періоду утворення таких збитків. Якщо збитків на підприємстві не очікується, то вартість негативного гудвілу також стає доходом у розмірах сум, які не перевищують справедливої вартості придбаних нематеріальних активів. Ці суми розподіляються рівномірно протягом терміну корисного використання (амортизації) придбаних необоротних активів або у розмірах сум, що перевищують справедливу вартість придбаних нематеріальних активів у період придбання.
Визначаються також завдання перевірки, якщо виявлено злиття підприємств.
Злиття — це об'єднання підприємств (шляхом створення нової юридичної особи або приєднання підприємств до головного підприємства), у результаті якого власники (акціонери) підприємств, що об'єдналися, здійснюватимуть контроль над усіма чистими активами об'єднаних підприємств з метою досягнення подальшого спільного розподілу ризиків та вигод від об'єднання. При цьому жодна зі сторін не може бути визначена як покупець.
Під час проведення аудиту злиття підприємств перевіряють:
- чи віднесені витрати, пов'язані зі злиттям підприємств (реєстраційні, інформаційні, консультаційні тощо), до витрат того періоду, протягом якого вони були здійснені;
- чи включені показники фінансової звітності підприємств, що об'єднуються, до фінансової звітності за період, у якому відбувається злиття і за попередній період;
- чи відображаються активи за їх балансовою вартістю з урахуванням змін облікової політики об'єднаного підприємства;
- чи включається при складанні фінансової звітності об'єднаного підприємства внутрішня заборгованість та результати операцій.

Далі перевіряють порядок об'єднання підприємств.
Об'єднання підприємств — це з'єднання окремих підприємств у результаті приєднання одного підприємства до іншого або внаслідок одержання контролю одним підприємством над чистими активами та діяльністю іншого підприємства.
Автор книги "Гра на мільйон. Практика злиття та поглинання в Україні" Мирослав Табахарнюк переконаний, що із двох можливостей стратегії розвитку компаній, а саме органічного розвитку і розвитку через злиття та поглинання, найкращим є розвиток через злиття та поглинання (M&A) .

## Виноски
1. ↑  Див. ст. 64 і ст. 65 Закону України «Про акціонері товариства»
2. ↑  Див., наприклад, ст. 3 Директиви ЄС «Про пропозиції про поглинання»
3. ↑  Davies, P.L. et. al. (2007) «Gower and Davies' Principles of Modern Company Law», London: Sweet&Maxwell, c. 985
4. ↑  Див. ст. 9 Директиви ЄС «Про пропозиції про поглинання»
5. ↑  Олександр Виговський (2009) "Новели акціонерного законодавства. Науково-практичний коментар до закону України «Про акціонерні товариства» — Київ — Юстініан.
6. ↑  Див. визначення «рейдерства»
7. ↑  «Процвітання» забезпечує лише конкуренція. LB.ua. Архів оригіналу за 21 вересня 2021. Процитовано 21 вересня 2021.